# Cartes sur table (film)
Pour les articles homonymes, voir Cartes sur table (homonymie).
Pour plus de détails, voir Fiche technique et Distribution.
Cartes sur table (Cartas boca arriba) est un film de science-fiction franco-espagnol coécrit et réalisé par Jesús Franco, sorti en 1966.

## Synopsis
Plusieurs meurtres de personnalités internationales, telles que des chefs d'État, ambassadeurs ou cardinaux, sont perpétrés au grand jour. Interpol découvre que les terroristes transforment, grâce à un procédé scientifique révolutionnaire, des personnes appartenant à un groupe sanguin très rare, le « rhésus O », en robots programmés pour abattre publiquement leurs cibles. Face à ces actes terroristes, Interpol engage Al Pereira, un agent secret possédant le « rhésus O », dans la région d'Alicante pour démanteler l'organisation criminelle.
Pereira est enlevé par Lee Wee, chef d'un réseau d'espionnage chinois qui veut lui confier la même mission. L'espion s'enfuit et se rend à Alicante où il fait équipe avec une danseuse de cabaret et agent d'Interpol, Cynthia. Pereira tombe volontairement dans les griffes de Lady Cecilia, la complice de Sir Percy. Ce dernier n'est d'autre que le créateur des robots affublés de lunettes noires qui servent à les télécommander. 
Pereira, qui possède le « rhésus O », échappe à la robotisation et fuit avec Cynthia grâce à l'intervention de Lee Wee et de ses hommes. Percy tue accidentellement Cecilia avant d'être attaqué par ces automates libérés par l'agent secret.

## Fiche technique
- Titre original : Cartas boca arriba
- Titre français : Cartes sur table
- Réalisation : Jesús Franco
- Scénario : Jean-Claude Carrière et Jesús Franco
- Musique : Paul Misraki
- Photographie : Antonio Macasoli
- Montage : Marie-Louise Barberot
- Production : Michel Safra et Serge Silberman
- Sociétés de production : Hesperia, Speva et Ciné Alliance
- Société de distribution : Gaumont (France)
- Pays de production :  France,  Espagne
- Langue originale : français
- Format : Noir et blanc - 1,66:1 - Mono - 35 mm
- Genre : science-fiction
- Durée : 92 minutes
- Dates de sortie : 
  - France : 15 mars 1966
  - Espagne : 1er août 1966
- Affiche : Jouineau Bourduge (France)

## Distribution
- Eddie Constantine : Al Pereira
- Françoise Brion : Lady Cecilia Addington Courtney
- Fernando Rey : Sir Percy
- Alfredo Mayo : Baxter
- Lemmy Constantine : X-3
- Marcelo Arroita-Jáuregui (crédité comme Marcelo Arroita) : Olsen
- Vicente Roca : Lee Wee
- Ricardo Palacios : Hermes
- Ramón Centenero : Oscar Hawkie
- Antonio Padilla : Monsieur 8
- Gene Reyes : Chang-Howe
- Sophie Hardy : Cynthia Lewis
- Jesús Franco : le pianiste (non crédité)
- Lorenzo Robledo : commissaire Molynski (non crédité)
- Antonio Jiménez Escribano : général Crosby (non crédité)